# اریک ورمولن
اریک ورمولن (فرانسوی: Éric Vermeulen‎؛ زادهٔ ۱۲ آوریل ۱۹۵۴) دوچرخه‌سوار اهل فرانسه است.